# Roger Claudel
Vous lisez un « bon article » labellisé en 2023.
Pour les articles homonymes, voir Claudel.

a Compétitions nationales et continentales officielles uniquement.

b Matchs officiels uniquement.
Roger Claudel, né le 10 avril 1911 à Chartres et mort pour la France le 8 décembre 1944 dans la région de Rammersmatt, est un joueur international français de rugby à XV et de rugby à XIII dans les années 1920 à 1940.
Il découvre le rugby à XV lors de son installation à Grenoble et intègre le club du FC Grenoble. Ce dernier adhère à l'Union française de rugby amateur en 1930 amenant le départ de nombreux joueurs dont R. Claudel qui rejoint alors le Lyon OU. Celui-ci connaît à cette période un « âge d'or » et domine le Championnat de France remportant les titres en 1932 et 1933 ainsi que le Challenge Yves du Manoir en 1933. R. Claudel étant une référence du XV, il côtoie la sélection française, mais celle-ci connaît à ce moment-là une période trouble et subit une exclusion du Tournoi des Cinq Nations, ne permettant donc pas d'organiser de nombreuses rencontres internationales et contraignant R. Claudel à n'avoir que deux sélections entre 1932 et 1934.
L'arrivée du code de rugby à XIII en France en 1934, portée par Jean Galia, séduit R. Claudel qui monte sur la capitale pour intégrer le nouveau club du Paris rugby XIII. Il y joue quatre saisons mais le club ne remporte aucun titre et se dissout en 1938, amenant R. Claudel à jouer dans la catégorie amateurs à Courbevoie pendant une année, en 1938-1939. Parallèlement, il participe trois fois à la Coupe d'Europe des nations – en 1935, 1936 et 1937 – avec l'équipe de France. En 1939, la réquisition pour la Seconde Guerre mondiale suspend le Championnat puis le régime de Vichy prend la décision d'interdire le rugby à XIII en France en 1940. R. Claudel dénonce vigoureusement cette politique et se voit contraint de revenir au rugby à XV ; il joue ainsi deux années encore au sein du club parisien du Racing CF entre 1940 et 1942.
Par la suite, il s'engage dans les Forces françaises libres. Incorporé dans le 3e régiment de spahis marocains, il entre en Alsace pendant l'hiver 1944. C'est là que Roger Claudel trouve la mort, avant de se voir décerner la mention « mort pour la France ».

## Biographie

### Enfance, jeunesse et débuts en rugby à XV à Grenoble

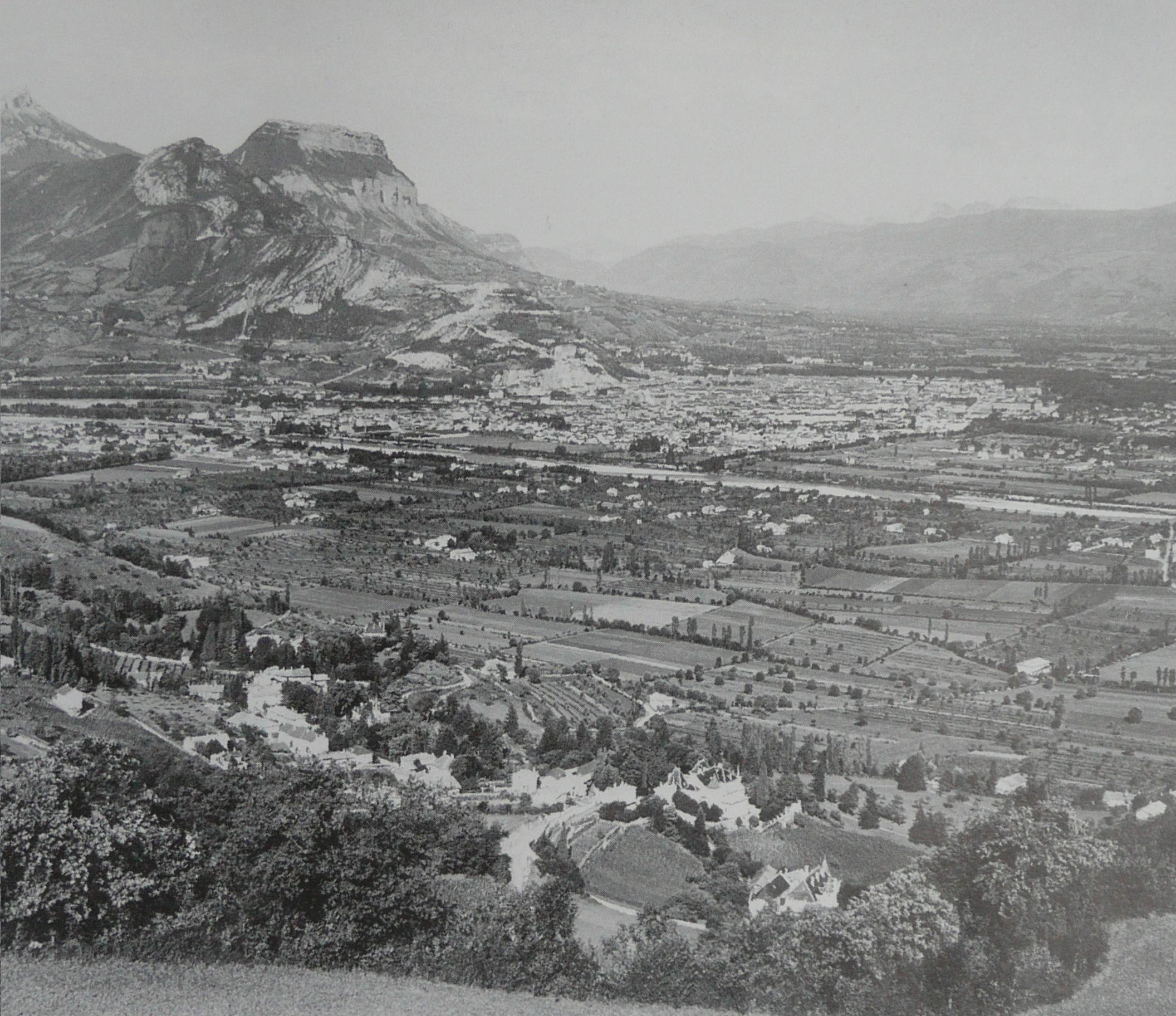
Roger Claudel découvre le rugby à XV lors de son arrivée à Grenoble, ici en photo en 1929, à l'âge de 17 ans.

Roger Raymond Claudel naît le 10 avril 1911 à Chartres (Eure-et-Loir) au domicile de ses parents au 4 rue Vintant. Son père, Henri Albert Claudel (né à Mulhouse en 1882 et décédé à une date inconnue), est confiseur, et sa mère, Émilie Friess (née à Troyes en 1885 et décédée à Saint-Égrève en 1969), sans profession. Il a une sœur Émilie (1906-1980) et quatre frères Armand (1909-1976), Henri (1903-1992), Émile (1906-1982) et Robert (1914-2005).
Il passe son enfance en Alsace avec sa famille avant de revenir s'établir dans sa ville natale. Il pratique dans sa jeunesse l'athlétisme et le football mais ne connaît pas le rugby à XV avant son arrivée aux côtés de sa famille et de ses quatre frères dans la ville de Grenoble à la fin des années 1920. Intrigué par ce sport, il y joue en cachette de ses parents qui ne voient pas d'un bon œil la pratique de ce sport. Il intègre les rangs du club du FC Grenoble à partir de 1927 en équipe réserve. Ses qualités sont vite repérées par l'encadrement grenoblois et lors d'un affrontement contre le Lyon OU, leurs homologues lyonnais sont du même avis.
En 1928, Roger Claudel s'engage dans une carrière militaire. Cette même saison 1928-1929, il joue pour le club lyonnais, place forte du rugby.
Il intègre le 35e régiment d'aviation situé à Bron près de Lyon. Ce choix, par l'entremise du capitaine du Lyon O.U., Vincent Graule, amène R. Claudel à jouer pour ce dernier club. Dans le même temps, le FC Grenoble décide de faire partie de l'organisation sportive regroupant plusieurs clubs de rugby à XV dissidents : l'Union française de rugby amateur, ce qui amène le départ de nombreux joueurs dont Julien Saby et par la suite Roger Claudel.

### Grande vedette du Lyon OU et obtention de la qualité d'international français

#### 1930-1931: première saison réussie avec une finale de Championnat et une convocation en équipe de France

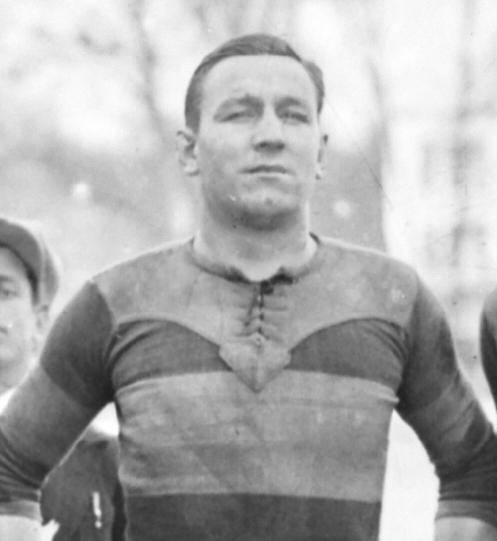
Avec Joseph Griffard, il connaît les succès en club et en équipe de France entre 1930 et 1934.

Après quelques rencontres amicales disputées sous le maillot du Lyon OU au cours de la saison 1929-1930,, Roger Claudel s'engage définitivement avec ce club durant la période estivale de 1930. L'arrivée de Roger Claudel au Lyon OU est concomitante à la montée en puissance de ce club sur l'échiquier français qui recrute alors de nombreux joueurs puissants du Sud de la France. Le club comprend ainsi Henri Marty, Vincent Graule et Lucien Lafond, entre autres, au début des années 1930.
Le Lyon OU réussit une saison 1931 particulièrement brillante. L'équipe s'extirpe des poules de cinq et de trois écartant au cours de la saison le CA Villeneuve, l'AS Bayonne, le CA Brive et le CASG. En parallèle, Roger Claudel est sélectionné dans l'équipe de l'armée française au cours de la saison et dispute même une rencontre au stade de Twickenham contre l'armée anglaise. En championnat, le Lyon OU surprend ses adversaires alors que R. Claudel est titulaire. Qualifié pour les quarts de finale du Championnat, Lyon affronte le Racing CF à Bordeaux le 26 avril 1931. R. Claudel y est cité parmi les meilleurs éléments lyonnais, et le match se conclut par une victoire lyonnaise 7-6, grâce notamment à son pack d'avants où R. Claudel évolue avec Joseph Griffard entre autres. La demi-finale du Championnat oppose les Lyonnais au champion de France en titre : le SU Agen. À Béziers devant près de 8 000 spectateurs, la puissance lyonnaise prend le pas sur la vitesse des Agenais. Les avants lyonnais sont de nouveau les artisans de la victoire. Roger Claudel, désigné meilleur avant du pack de ce match, y marque même un essai permettant aux Lyonnais de mener 8-0, Lyon s'imposant finalement 11-8. R. Claudel prépare ainsi sa première finale de Championnat, au cours de laquelle le Lyon OU est opposé au RC Toulon, le 10 mai 1931 au parc Lescure de Bordeaux. La finale tourne en faveur de Toulon, qui s'impose 6-3, disposant d'une mêlée plus puissante, au cours d'une rencontre indécise. R. Claudel, malgré une expulsion temporaire, est vu comme le meilleur avant de cette équipe lyonnaise, ne déméritant pas tout comme ses coéquipiers, et est déjà présenté comme un international incontestable pour les saisons à venir. Il apprend en même temps qu'il est sélectionné en équipe de France, pour son stage de fin de saison au Maroc. Il accompagne ainsi quelques jours après cette finale l'équipe de France au Maroc, au cours d'une tournée de matchs amicaux contre des équipes marocaines afin d'y développer le rugby à XV.

#### 1931-1932: premier titre de Championnat de France et obtention de la qualité d'international
Lors de la saison 1931-1932, le Lyon OU est désormais un club attendu à chaque rencontre et se place comme l'une des équipes phares de la saison. Roger Claudel, un temps annoncé au Stade châteaurenardais, reste finalement à Lyon. Comme pressenti par la presse, il est sélectionné en équipe de France en novembre 1931 pour prendre part à des rencontres de sélection prévues à Clermont-Ferrand le 6 décembre 1931 puis à Brive. Il n'est pas le seul Lyonnais convoqué puisqu'il est accompagné de Paul Durand et Joseph Griffard,.
Composition de l'équipe de France :
L'équipe de France voit cette saison-là son exclusion du Tournoi des Cinq Nations, ne permettant pas à R. Claudel de le disputer. Seuls des matchs amicaux sont organisés et une unique rencontre officielle annuelle a lieu contre l'Allemagne au printemps. Celle-ci se déroule à Francfort le 17 avril 1932 entre les quarts de finale et demi-finales du Championnat. R. Claudel et son coéquipier Joseph Griffard sont les deux seuls représentants lyonnais à la suite de plusieurs défections dans l'équipe. L'Allemagne de son côté ne semble pas assez forte pour empêcher les Français de gagner. La rencontre tourne en faveur des Français qui en seconde mi-temps s'appuient sur les attaques de leurs avants et remportent le match 20-4. Roger Claudel réussit ainsi sa première sélection en étant vu comme l'un des meilleurs avants,.

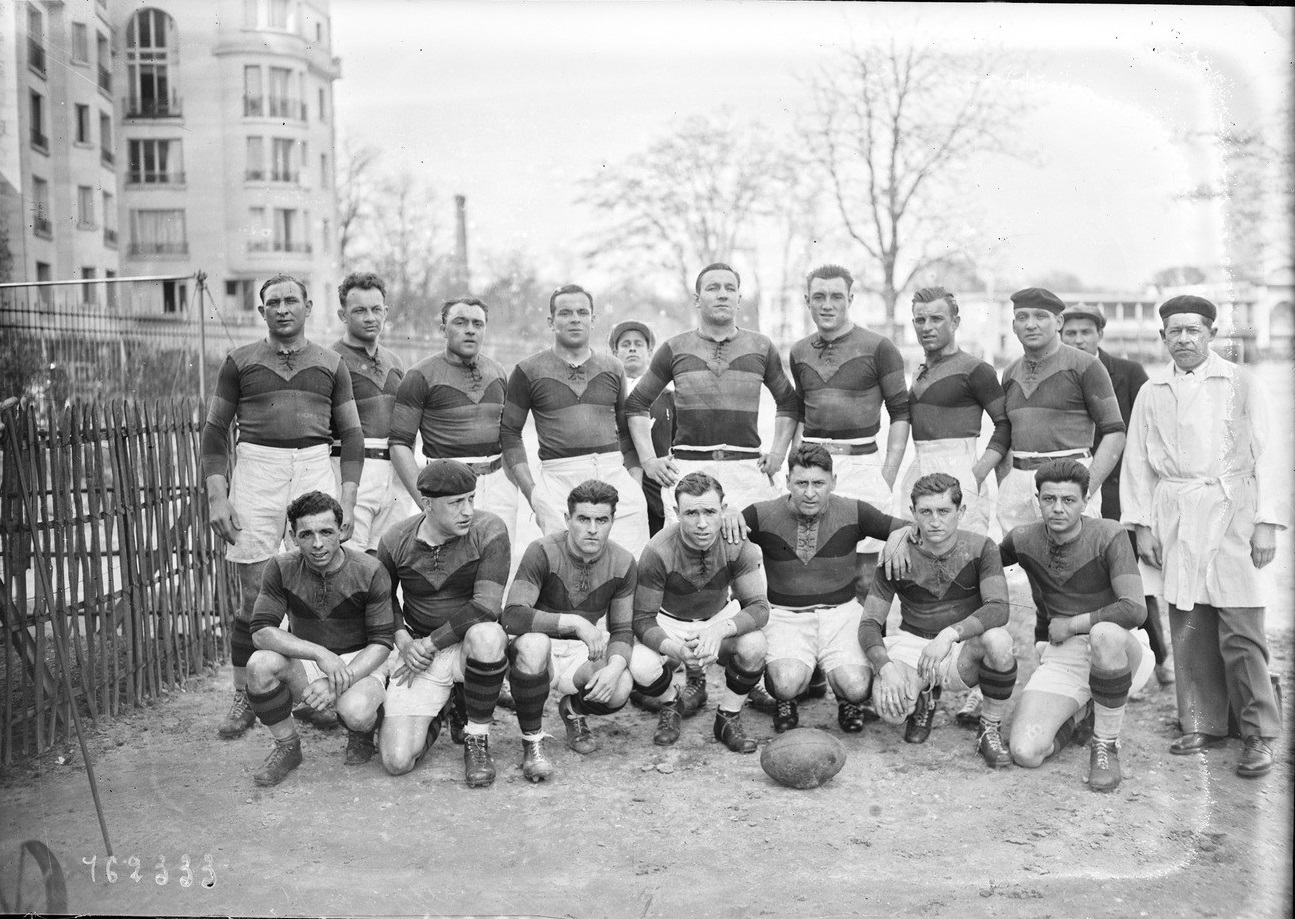
Équipe de rugby à XV Lyon O.U. en 1932.

En Championnat, le Lyon OU écarte en poules de cinq et de trois l'US Cognac, le CA Périgueux, l'AS Soustons, le SC Toulouse, l'AS Béziers et le CA Brive. En quart de finale, Lyon affronte le SA Bordeaux. Grâce à leurs avants plus athlétiques, les Lyonnais prennent rapidement le dessus sur des Bordelais dépassés. Roger Claudel se met en évidence dans un pack très actif avec Griffard et Louis Vallin, qui ne laisse aucune chance aux Bordelais. Les Lyonnais s'imposent sur un score large de 28-0. La demi-finale oppose le Lyon O.U. au Stade piscenois à Bordeaux. Ces derniers, surprise de cette édition, se retrouvent en demi-finale et veulent créer l'exploit. Précipités, ils attaquent et pressent les Lyonnais qui contre-attaquent en fin de première mi-temps avec un essai marqué par R. Claudel. Chacune des équipes marque un essai en seconde période pour un score final de 6-3. Les Lyonnais s'imposent ainsi grâce à leur expérience et se qualifient pour leur seconde finale d'affilée de Championnat. Le RC Narbonne du capitaine Joseph Choy est leur adversaire en finale à Bordeaux. Lyon fait figure de favori eu égard à leur finale de la saison passée et au parcours de cette saison, mais leur adversaire, Narbonne, a précédemment éliminé le champion de France en titre, le RC Toulon. Avant cette rencontre, R. Claudel est cité comme l'un des hommes à surveiller dans cette finale. La finale, disputée devant près de 13 000 spectateurs, est âpre, entre deux équipes hostiles et obnubilées par le résultat, le journal L'Auto qualifiant même le jeu pratiqué par les deux équipes de « rugby détestable ». À ce jeu, l'équipe de Lyon est la meilleure, dans une rencontre émaillée de faits de jeu amenant des expulsions, J. Choy côté narbonnais et R. Claudel côté lyonnais sous les huées du public. Lyon et Roger Claudel remportent leur premier titre de Championnat de France sur le score de 9-3.

#### 1932-1933: second titre de Champion de France
Roger Claudel comme plusieurs joueurs lyonnais font la une des journaux durant l'intersaison pour des départs annoncés, émettant l'idée de revenir au FC Grenoble,. Toutefois, le groupe est largement reconduit pour cette saison 1932-1933 et la défense de leur titre. R. Claudel conserve sa qualité d'international en fin d'année à la suite de la réunion de la commission de sélection et a ses chances pour disputer la rencontre annuelle contre l'Allemagne. Il est cité comme l'un des meilleurs joueurs que compte la France. En mars 1933, il est annoncé dans l'équipe de France pour affronter l'Allemagne le 26 mars 1933 avec son coéquipier lyonnais Griffard mais n'est finalement pas retenu sur la feuille du match au profit de Henry de Malherbe.
Le Lyon OU ne réalise pas une saison aussi brillante que la précédente et compte des défaites au gré des rencontres. En Championnat, dans sa poule de neuf, le club réussit toutefois à se qualifier pour la phase des demi-finales alors que le RC Toulon (champion en 1931) et le Stade piscénois (demi-finaliste en 1932) sont présents dans les poules. Lors de la phase des demi-finales en avril, le Lyon OU bat 9-0 l'UA Libourne à Narbonne, notamment grâce à une passe décisive de R. Claudel à Dugaucher qui s'en va marquer les trois derniers points lyonnais. Pour se qualifier pour la finale, Roger Claudel et ses coéquipiers affrontent la Section paloise à Bordeaux, confiants car ces derniers ont été battus par Libourne. Toutefois, la Section paloise donne du fil à retordre aux Lyonnais, ces derniers sont battus 8-3 et ne doivent leur salut qu'à la différence de points marqués/encaissés pour devancer leurs adversaires palois et libournais, et se qualifier pour leur troisième finale de Championnat de France d'affilée, la seconde d'affilée contre le RC Narbonne. R. Claudel a ainsi la possibilité de remporter son second titre de champion de France. Il ne prend cependant pas part à la finale bien qu'il ait été choisi initialement pour le match. En effet, la veille de la rencontre, il se blesse dans sa chambre en faisant tomber un lavabo sur le pied. Malgré son absence, le Lyon OU conserve son titre au stade Lescure de Bordeaux, sur un score de 10 - 3. En parallèle, Lyon OU dispute tout au long de la saison le Challenge Yves du Manoir et remporte le titre le 14 mai 1933 en battant le S.A. Bordelais et en restant invaincu tout au long de cette compétition.

#### 1933-1934: fin de l'âge d'or lyonnais et seconde sélection dans le XV de France
Composition de l'équipe de France :
Annoncé partant, R. Claudel reste finalement encore une saison sur les bords du Rhône. Des rumeurs en janvier 1934 font état de touches treizistes pour R. Claudel ou encore Griffard, mais ces derniers affirment n'avoir aucun contact, R. Claudel déclarant même difficilement concevable de constituer des clubs professionnels en France. Il est ensuite appelé en équipe de France dans le cadre de l'opposition annuelle face à l'Allemagne prévue le 25 mars 1934, toujours avec son compère Griffard. R. Claudel reste considéré comme le troisième ligne aile par excellence en France et sa place en équipe de France semble garantie. Cela est confirmé en mars 1934 avec la présence des deux Lyonnais sur la feuille de match. Malgré des progrès évidents des Allemands, la France s'impose 13-9 devant 18 000 spectateurs. Il s'agit de la seconde et dernière sélection de R. Claudel en équipe de France.
En Championnat de France, le Lyon O.U. se qualifie pour les poules de trois après être sorti de la poule des neuf avec l'AS Montferrand, devant le Stade piscenois, le FC Grenoble ou le Stade aurillacois. En phase de poule de trois, le Lyon O.U. est mis en échec par le CA Bègles 6-6 à Clermont-Ferrand, obligeant les Lyonnais à faire un grand match contre le RC Toulon sous peine d'une non qualification pour la demi-finale du Championnat. Ce 8 avril 1934 sonne la fin de l'ère du Lyon O.U., puisque le RC Toulon remporte cette ultime rencontre 6-4, éliminant les Lyonnais du Championnat.

### 1934: changement dans sa carrière en rejoignant le Paris rugby XIII et en devenant international français

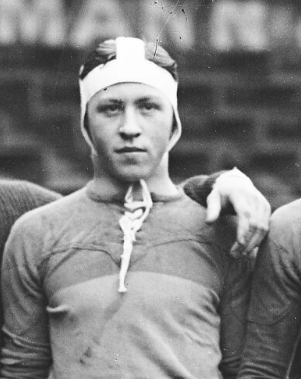
Avec Louis Brané, Roger Claudel constitue durant trois années la seconde ligne du Paris rugby XIII et de l'équipe de France.

#### Une saison 1934-1935 de haut-niveau
L'importation du code de rugby à XIII en France par l'ancien international de rugby XV Jean Galia n'est pas sans conséquence sur le monde du rugby à XV. La tournée effectuée par dix-sept joueurs emmenés en Angleterre en mars 1934, nommés « les Pionniers », séduit de nombreux quinzistes désirant fuir la violence, l'amateurisme marron et se consacrer professionnellement à leur sport. Dès le mois de mai 1934, des rumeurs et des démentis sont recueillis dans la presse annonçant le départ de trois joueurs du Lyon O.U. vers le rugby à XIII : Joseph Griffard, Henri Marty et Roger Claudel. Cela n'empêche pas la Fédération française de rugby à XV de sélectionner R. Claudel, J. Griffard et d'autres Lyonnais tels que Pal pour une rencontre contre l'Allemagne fin mai, afin de promouvoir le rugby à XV en Suisse,. Son départ vers le rugby à XIII n'est que retardé.
À la rentrée en septembre 1934, R. Claudel s'engage au Racing CF sur Paris et prend part à des rencontres amicales. Finalement, en octobre 1934, il apparaît dans l'effectif du Paris rugby XIII, dirigé par M. Boye, pour les débuts de ce club dans ce nouveau Championnat de France de rugby à XIII. L'international quinziste côtoie d'autres grands joueurs venus du XV tels que Pierre Germineau et Louis Brané,. Dans le même temps, en novembre 1934, Galia effectue également des sélections françaises pour des rencontres dites « de propagande », dont le but est de convaincre les spectateurs de province d'y assister et d'attirer des joueurs de rugby à XV. R. Claudel est l'une des vedettes venues du XV et est naturellement convoqué tout comme son coéquipier Germineau. En Championnat, le Paris rugby XIII, rejoint depuis par Georges Caussarieu, se défend bien sans toutefois disputer les premières places.
Composition de l'équipe de France :
En lien avec les Anglais et les Gallois, la création d'une nouvelle compétition entre ces nations et la France, nommée Coupe d'Europe des nations, est décidée. La France est ainsi appelée à affronter le pays de Galles le 1er janvier 1935 à Bordeaux. Dans cette optique, un match de sélection entre trente joueurs est organisé à Perpignan pour déterminer les joueurs sélectionnés. R. Claudel fait partie de cette sélection de trente pour disputer cette rencontre et est de la partie au même titre que ses coéquipiers Germineau et Caussarieu. Cette rencontre est un réel succès, jouée devant près de 18 000 spectateurs et quelques personnalités telles que le député-maire de Bordeaux Adrien Marquet. La France surprend son adversaire et enregistre la première victoire de son histoire, avec un score de 18-11. R. Claudel est cité parmi les meilleurs joueurs de la rencontre, et décrit comme un « avant rapide, capable de jouer à la mêlée et à l'ouverture ».
La récupération au mois de janvier est compliquée pour les Parisiens. R. Claudel, souffrant d'une double entorse, tout comme Germineau, est absent quelques semaines, laissant le club en difficulté en Championnat. Il manque ensuite courant février un rassemblement avec la sélection française où sont présents ses coéquipiers Germineau et Brané, en marge de la préparation de la seconde confrontation en Coupe d'Europe des Nations contre l'Angleterre, prévue le 28 mars 1935. Fin février toutefois, J. Galia refait confiance à R. Claudel, toujours blessé, en le sélectionnant dans l'équipe qui affrontera l'Angleterre avec Caussarieu et Brané. Il revient à la compétition et prend une part active au succès parisien contre Pau XIII 7-3 en quart de finale de la Coupe de France,.
Composition de l'équipe de France :
R. Claudel est titularisé contre l'Angleterre au poste de deuxième ligne, et doit alterner durant la rencontre avec Brané leurs postes de deuxième et troisième ligne. La rencontre se déroule au stade Buffalo à côté de Paris.
Héroïque en défense, la France fait mieux que résister et arrache le nul 15-15. L'Angleterre remporte toutefois la Coupe d'Europe mais la France démontre sa réussite à avoir constitué une équipe de rugby à XIII de rang international en moins d'une année. R. Claudel et ses partenaires des avants surprennent leurs homologues anglais.
Distancés de la course en tête du classement en Championnat, le Paris rugby XIII de R. Claudel et le XIII Catalan de Perpignan s'affrontent le 21 avril 1935 à Toulouse en demi-finale de la Coupe de France. Les deux clubs ont l'ambition de briller dans cette compétition. Après une première mi-temps maîtrisée par le XIII Catalan, le Paris rugby XIII se ressaisit en début de seconde période, avec un essai de R. Claudel et une remontée au score, mais les Catalans éteignent les espoirs parisiens en fin de match pour l'emporter 22-15.

#### 1935-1936: Roger Claudel reste une vedette mais le Paris rugby XIII est en retrait
Roger Claudel est considéré comme l'un des meilleurs joueurs du Championnat de France. Jean Galia, Max Rousié et Louis Brané sont cités comme les joueurs les plus attractifs suivis donc de R. Claudel ou de François Noguères. Dans une équipe parisienne, peu renouvelée durant l'intersaison, R. Claudel et ses partenaires semblent limités pour jouer les premières places malgré les quelques joueurs talentueux composant son équipe. Dans le match de sélection déterminant l'équipe qui affrontera le pays de Galles le 23 novembre 1935, R. Claudel est l'un des éléments titulaires et rien ne semble remettre en question ce choix. Il est même cité pour être désigné capitaine de la sélection qui finalement échoue.
Composition de l'équipe de France :
Pour cette rencontre, disputée au pays de Galles, la sélection galloise désire se venger de sa défaite contre la France lors de leur confrontation dans la précédente Coupe d'Europe. Les Français comptent quelques absents mais se montrent confiants. R. Claudel est placé au poste de seconde ligne aux côtés de Brané. Finalement, la sélection française passe à côté de son match et est battue 41-7. R. Claudel et ses coéquipiers avants sont pointés du doigt comme responsables de cette déroute, lors de laquelle les Gallois ont « outrageusement » dominé la mêlée.
En Championnat, le Paris rugby XIII avec R. Claudel reste calé en milieu de classement, luttant avec Dax XIII et Pau XIII avec un sursaut en mi-saison, car Agen XIII déclare forfait après quelques rencontres. Ils ne peuvent lutter aux côtés de Bordeaux XIII, Côte basque XIII et le SA Villeneuve. Pour la seconde confrontation dans cette édition de Coupe d'Europe, programmée le 16 février 1936 contre l'Angleterre, un match de sélection se déroule fin décembre 1935 à Lyon. R. Claudel est sélectionné mais perd sa place dans l'équipe de France et rejoint l'équipe du « Reste ». Louis Galia préfère rappeler Charles Petit, membre des Pionniers et Joseph Griffard. Finalement, R. Claudel décline cette invitation pour blessures, nombreuses au cours d'une saison où il n'est pas épargné. Il rend toutefois hommage à ses coéquipiers, dont Griffard, après leur défaite 25-7 contre l'Angleterre en février 1936, affirmant qu'« ils ne se sont pas trop mal défendus » devant cette adversité. En Coupe de France, Paris rugby XIII se fait éliminer lors des quarts de finale par Bordeaux XIII début mars. En Championnat, le club est également éliminé en quarts de finale. Opposés au RC Roanne, ils doivent se séparer de Brané, blessé en cours de match, et sont battus 19-13. R. Claudel est cité comme l'un des joueurs en vue côté parisien.

#### 1936-1937: Roger Claudel garde le statut d'international mais Paris rugby XIII ne décolle pas
Roger Claudel entame sa troisième saison au Paris rugby XIII, tout comme ses coéquipiers internationaux Pierre Germineau et Louis Brané. Mi-novembre 1936, il est retenu pour le match de sélection afin de déterminer l'équipe de France qui affronte le 6 décembre 1936 le pays de Galles, Jean Galia hésitant entre lui et Maurice Brunetaud. Finalement, Galia innove et nomme Max Rousié au poste de troisième ligne pour cette rencontre internationale, ne concevant pas que l'on puisse se passer de ce dernier, laissant ainsi de côté M. Brunetaud et R. Claudel. Parallèlement, son club, Paris rugby XIII, après une série de défaites, attend début décembre pour remporter sa première victoire en Championnat en battant Bordeaux XIII et occupe fin décembre la huitième place du Championnat, équipe dont R. Claudel prend parfois le capitanat. À la mi-février, Paris rugby XIII s'incline au premier tour de la Coupe de France contre l'US Lyon-Villeurbanne dans une rencontre honnête et disputée à 12 contre 13 à la suite de la sortie sur blessure de Labourdette. En Championnat, le Paris rugby XIII reste englué dans les dernières positions et termine la saison à la neuvième place, début avril.
Composition de l'équipe de France :
Entre-temps, au mois de mars 1937, la sélection française affronte une sélection nommée « Dominions ». Jean Duhau est préféré à R. Claudel pour cette rencontre, mais sa performance ne donne pas satisfaction à Galia, qui décide dans l'optique de la seconde rencontre de la Coupe d'Europe des nations contre l'Angleterre de rappeler R. Claudel pour une quatrième sélection. R. Claudel apparaît diminué en raison d'un mal de gorge mais tient sa place. Le 10 avril 1937 à Halifax, La France mène à la mi-temps 9-7, mais la sortie définitive sur blessure de Robert Samatan précipite les siens vers une défaite 23-9. Brunetaud est désigné meilleur joueur français de la partie, mais R. Claudel est décrit comme « très adroit mais un peu brouillon ».

#### 1937-1938: Roger Claudel vit sa dernière saison au Paris rugby XIII
À l'orée de cette saison 1937-1938, le Paris rugby XIII vit sa quatrième saison en première division. Roger Claudel, pleinement capitaine, et Germineau sont toujours présents et mènent le groupe en leur qualité d'internationaux. En début de saison, R. Claudel est écarté avec Germineau de l'équipe de France par le sélectionneur Jean Galia, qui préfère miser sur des gabarits plus imposants tels qu'André Bruzy, Charles Petit, Joseph Griffard, André Rousse et Maurice Brunetaud pour affronter les équipes britanniques. Malgré cette non-sélection, R. Claudel fait part de ses encouragements et insiste sur les qualités mentales dont devront faire preuve ses coéquipiers de sélection.
En novembre 1937, R. Claudel renonce à rester capitaine du Paris rugby XIII et laisse Ribeyre prendre ce rôle à la suite de considérations personnelles, il précise toutefois que son envie de jouer n'est pas remise en cause et qu'il compte bien prendre part à toutes les rencontres. Parallèlement, son nom est cité pour affronter l'Australie, venue en tournée en Europe en janvier 1938. Galia, en effet, refait appel à lui pour le match de sélection en décembre 1937, lors duquel il est l'unique Parisien convoqué et se présente comme un candidat pour une nouvelle sélection, malgré une forte hésitation avec le troisième ligne du club Côte basque Justin Davant. Alors qu'il est pressenti pour être le capitaine de cette équipe de France, R. Claudel doit déclarer forfait, mal remis d'une contusion, et cède sa place à Davant. Le nom de Roger Claudel, revenu de sa blessure, réapparaît dans le débat pour la deuxième confrontation le 16 janvier 1938, mais Galia tranche cette fois-ci en faveur de Brunetaud.
En Championnat, Paris rugby XIII est à la lutte pour les huit premières places, qualificatives aux quarts de finale, mais cette saison est une succession de blessures pour R. Claudel, qui l'éloignent à plusieurs reprises des terrains. Il revient pour la fin de saison afin d'aider son club en lutte pour se qualifier pour les phases finales. La lutte tourne en faveur du Toulouse olympique XIII, qui prend la huitième place convoitée, le club parisien terminant finalement neuvième. R. Claudel et ses coéquipiers espèrent tenir leur revanche en huitième de finale de la Coupe de France mais y sont également défaits 19-7 par ce même adversaire le 27 mars 1938, à Lyon.

#### 1938-1939: fin du Paris rugby XIII, Roger Claudel continue en amateurs à Courbevoie
Le Paris rugby XIII disparaît de la carte du rugby à XIII professionnel pour la saison 1938-1939. Les joueurs composant alors l'équipe parisienne rejoignent pour beaucoup les clubs amateurs aux alentours tels le RC Courbevoie, que Roger Claudel choisit d'intégrer. R. Claudel et Courbevoie sont l'une des attractions de ce Championnat amateur que disputent également Saintes, Nantes, le Stade rochelais, le Celtic Saint-Denis et Castres. En termes de résultats, le RC Courbevoie est éliminé de la Coupe de France par les professionnels de Bordeaux XIII 30-13, et s'incline en finale de la Coupe de France amateurs contre Saint-Gaudens 9-3 à Brive.
En Championnat amateurs, le RC Courbevoie élimine Castres, Carpentras, Saintes et le Celtic Saint-Denis mais est éliminé en demi-finales par Saintes.

### Roger Claudel pendant la Seconde Guerre mondiale

#### Arrêt des compétitions de rugby et prémices de l’interdiction du rugby à XIII
L'entrée en guerre de la France stoppe de nombreuses compétitions et les joueurs sont pour beaucoup réquisitionnés. R. Claudel sert quant à lui sur une base aérienne, à l'instar de Léopold Fabre et Marcel Baillette. Il est démobilisé en août 1940 et revient à Paris.
Il se positionne et dénonce l'interdiction du rugby à XIII en France, que le régime de Vichy désire ardemment, décision défendue par Jean Ybarnégaray, Jean Borotra et Joseph Pascot. En réponse aux accusations formulées par ces derniers, R. Claudel, en sa qualité d'international en rugby à XV et en rugby à XIII, critique l'incohérence de cette décision pour des faits de professionnalisme appliqué au rugby à XIII et non au football ; il met également en avant son parcours : après avoir été professionnel, il a joué en tant qu'amateur à Courbevoie. Enfin, il rappelle que la Ligue française de rugby à XIII oblige chaque treiziste à avoir une situation professionnelle en dehors de son activité sportive. Il ajoute également que cette fusion forcée se fait au détriment du rugby à XIII et rappelle que les principes élémentaires du rugby ne lui ont été enseignés qu'en XIII après avoir pourtant pratiqué pendant six années le rugby à XV. Il met enfin en avant le fait que le rugby à XIII permet un bien meilleur encadrement et instructions sur les techniques de placages, d'attaques et les qualités d'adresse et de souffle. Cet avis reçoit le soutien de René Arotça, ex-international de XV parti vers le XIII.

#### 1940-1942: retour au rugby à XV et intégration au Racing CF
Le XIII interdit, R. Claudel rejoint alors le club de rugby à XV de la capitale, le Racing CF, en novembre 1940, n'oubliant pas de dénoncer l'amateurisme marron qu'il avait connu en rugby à XV, avec des sommes bien supérieures aux rétributions touchées en rugby à XIII.
Il joue durant deux saisons dans le club parisien. Il reste alors une référence à son poste de deuxième ligne, connaissant même des sélections dans des équipes régionales parisiennes, mais est oublié pour la finale de la Coupe nationale 1941, Jean Blond, du Stade Français étant préféré dans la sélection du « Nord ». Il s'éloigne alors de la pratique du rugby durant six mois pour se reposer et exercer son métier, pour revenir en toute fin d'année 1941, toujours sous les couleurs du maillot du Racing CF. Il se voit même nommé homme du match lors du derby Racing-Stade Français de janvier 1942. En octobre 1942, il prend part à une rencontre fêtant les dix ans de la victoire du Lyon O.U. contre leurs homologues de la saison 1932 de l'USA Perpignan.

#### Engagement dans les Forces françaises libres
Roger Claudel est menacé d'enrôlement dans le service du travail obligatoire en février 1943 en Allemagne. Il décide alors de passer en Espagne, pour ensuite rejoindre les Forces françaises libres. Il intègre par la suite le 3e régiment de spahis marocains, qui accompagne la division Leclerc[Information douteuse]. Pénétrant sur le front d'Alsace en décembre 1944, il est mort au combat, « sur la tourelle de son char », le 8 décembre 1944 dans la montagne vosgienne, près de Rammersmatt (Haut-Rhin). Il sera déclaré « mort pour la France »,.

## Palmarès

### Rugby à XV
- Collectif :
  - Vainqueur du Championnat de France : 1932 et 1933 (Lyon).
  - Vainqueur du Challenge Yves du Manoir : 1933 (Lyon).
  - Finaliste du Championnat de France : 1931 (Lyon).

#### Détails en sélection
| Matchs internationaux de Roger Claudel | Matchs internationaux de Roger Claudel | Matchs internationaux de Roger Claudel | Matchs internationaux de Roger Claudel | Matchs internationaux de Roger Claudel | Matchs internationaux de Roger Claudel | Matchs internationaux de Roger Claudel | Matchs internationaux de Roger Claudel | Matchs internationaux de Roger Claudel | Matchs internationaux de Roger Claudel | Matchs internationaux de Roger Claudel | Matchs internationaux de Roger Claudel |
|                                        | Date                                   | Adversaire                             | Résultat                               | Compétition                            | Poste                                  | Points                                 | Essais                                 | Pen.                                   | Drops                                  |                                        |                                        |
| -------------------------------------- | -------------------------------------- | -------------------------------------- | -------------------------------------- | -------------------------------------- | -------------------------------------- | -------------------------------------- | -------------------------------------- | -------------------------------------- | -------------------------------------- | -------------------------------------- | -------------------------------------- |
| sous les couleurs de la France         |                                        |                                        |                                        |                                        |                                        |                                        |                                        |                                        |                                        |                                        |                                        |
| 1.                                     | 17 avril 1932                          | Allemagne                              | 20-4                                   | Test-match                             | Troisième ligne aile                   | -                                      | -                                      | -                                      | -                                      |                                        |                                        |
| 2.                                     | 25 mars 1934                           | Allemagne                              | 13-9                                   | Test-match                             | Troisième ligne aile                   | -                                      | -                                      | -                                      | -                                      |                                        |                                        |

#### Statistiques en club
| Saison  | Saison      | Championnat           | Championnat     | Coupe                    | Coupe        | Sélection | Sélection | Sélection | Sélection | Sélection | Sélection | Sélection |
| Saison  | Saison      | Comp.                 | Class.          | Comp.                    | Class.       | Comp.     | M         | Pts       | Ess.      | Buts      | Dp.       |           |
| ------- | ----------- | --------------------- | --------------- | ------------------------ | ------------ | --------- | --------- | --------- | --------- | --------- | --------- | --------- |
| 1929-30 | FC Grenoble | Championnat de France | Phase de poules |                          |              |           |           |           |           |           |           |           |
| 1930-31 | Lyon O.U.   | Championnat de France | Finaliste       |                          |              |           |           |           |           |           |           |           |
| 1931-32 | Lyon O.U.   | Championnat de France | Vainqueur       | Challenge Yves du Manoir | 2e           |           | 1         | 0         | 0         | 0         | 0         |           |
| 1932-33 | Lyon O.U.   | Championnat de France | Vainqueur       | Challenge Yves du Manoir | Vainqueur    |           |           |           |           |           |           |           |
| 1933-34 | Lyon O.U.   | Championnat de France | Phase de poules | Challenge Yves du Manoir | 2e (poule A) |           | 1         | 0         | 0         | 0         | 0         |           |
| 1940-41 | Racing CF   |                       |                 |                          |              |           |           |           |           |           |           |           |
| 1941-42 | Racing CF   |                       |                 |                          |              |           |           |           |           |           |           |           |

### Rugby à XIII
- Collectif :
  - Finaliste de la Coupe de France amateurs : 1939 (Courbevoie).

#### Coupe d'Europe des nations
| Édition | Rang | Résultats France | Résultats Claudel | Matchs Claudel |
| ------- | ---- | ---------------- | ----------------- | -------------- |
| 1935    | 2    | 1 v 1 n 0 d      | 1 v 1 n 0 d       | 2/2            |
| 1936    | 3    | 0 v 0 n 2 d      | 0 v 0 n 1 d       | 1/2            |
| 1937    | 3    | 0 v 0 n 2 d      | 0 v 0 n 1 d       | 1/2            |

#### Détails en sélection
| Matchs internationaux de Roger Claudel | Matchs internationaux de Roger Claudel | Matchs internationaux de Roger Claudel | Matchs internationaux de Roger Claudel | Matchs internationaux de Roger Claudel | Matchs internationaux de Roger Claudel | Matchs internationaux de Roger Claudel | Matchs internationaux de Roger Claudel | Matchs internationaux de Roger Claudel | Matchs internationaux de Roger Claudel | Matchs internationaux de Roger Claudel | Matchs internationaux de Roger Claudel |
|                                        | Date                                   | Adversaire                             | Résultat                               | Compétition                            | Poste                                  | Points                                 | Essais                                 | Pen.                                   | Drops                                  |                                        |                                        |
| -------------------------------------- | -------------------------------------- | -------------------------------------- | -------------------------------------- | -------------------------------------- | -------------------------------------- | -------------------------------------- | -------------------------------------- | -------------------------------------- | -------------------------------------- | -------------------------------------- | -------------------------------------- |
| sous les couleurs de la France         |                                        |                                        |                                        |                                        |                                        |                                        |                                        |                                        |                                        |                                        |                                        |
| 1.                                     | 1er janvier 1935                       | Pays de Galles                         | 18-11                                  | Coupe d'Europe                         | Deuxième ligne                         | -                                      | -                                      | -                                      | -                                      |                                        |                                        |
| 2.                                     | 28 mars 1935                           | Angleterre                             | 15-15                                  | Coupe d'Europe                         | Troisième ligne                        | -                                      | -                                      | -                                      | -                                      |                                        |                                        |
| 3.                                     | 23 novembre 1935                       | Pays de Galles                         | 7-41                                   | Coupe d'Europe                         | Deuxième ligne                         | -                                      | -                                      | -                                      | -                                      |                                        |                                        |
| 4.                                     | 10 avril 1937                          | Angleterre                             | 9-23                                   | Coupe d'Europe                         | Deuxième ligne                         | -                                      | -                                      | -                                      | -                                      |                                        |                                        |

#### Statistiques en club
| Saison  | Saison           | Championnat                   | Championnat | Coupe           | Coupe      | Sélection | Sélection | Sélection | Sélection | Sélection | Sélection | Sélection |
| Saison  | Saison           | Comp.                         | Class.      | Comp.           | Class.     | Comp.     | M         | Pts       | Ess.      | Buts      | Dp.       |           |
| ------- | ---------------- | ----------------------------- | ----------- | --------------- | ---------- | --------- | --------- | --------- | --------- | --------- | --------- | --------- |
| 1934-35 | Paris rugby XIII | Championnat de France         | 8e          | Coupe de France | 1/4 finale | CE        | 2         | 0         | 0         | 0         | 0         |           |
| 1935-36 | Paris rugby XIII | Championnat de France         | 1/4 finale  | Coupe de France | 1/4 finale | CE        | 1         | 0         | 0         | 0         | 0         |           |
| 1936-37 | Paris rugby XIII | Championnat de France         | 9e          | Coupe de France | 1er tour   | CE        | 1         | 0         | 0         | 0         | 0         |           |
| 1937-38 | Paris rugby XIII | Championnat de France         | 9e          | Coupe de France | 1/8 finale |           |           |           |           |           |           |           |
| 1938-39 | Courbevoie       | Championnat de France 2e div. | 1/2 finale  | Coupe de France | 1/8 finale |           |           |           |           |           |           |           |